# Société japonaise du Jinglar
La Société japonaise du Jing-lar, nommée d'après un petit vin acide, est un cercle d'artistes et de critiques, amateurs de japonisme, créé à l'issue de l'exposition universelle de 1867, afin d'assurer la promotion dans les milieux artistiques, du renouvellement esthétique que ce mouvement provoqua en France, à partir de 1864, et en Europe.
La société réunissait ses neuf membres mensuellement à Sèvres autour d'un dîner bien arrosé. Ceux-ci comprenaient l'historien et conservateur Léonce Bénédite, des graveurs et céramistes comme Félix Bracquemond, qui aurait conçu pour cette occasion son service Rousseau, l'un des succès de l'exposition universelle, Marc-Louis Solon et Jules Jacquemart, les peintres Henri Fantin-Latour, qui fut leur condisciple à l'école de dessin de Horace Lecoq de Boisbaudran,, Carolus Duran et Alphonse Hirsch et les critiques d'art Zacharie Astruc et Philippe Burty,.
Solon en grava à l'eau-forte le brevet, accompagné d'illustrations à l'aquarelle, distribué à chacun des convives.
Lors du premier dîner, Astruc composa un sonnet intitulé « Salut, vin des mystérieux ! »

« Quand, lasse de songer, Olympia s’éveille,
 
    Le printemps entre au bras du doux messager noir
 
    C’est l’esclave à la nuit amoureuse pareille,
 
    Qui veut fêter le jour délicieux à voir,
 
    L’auguste jeune fille en qui la flamme veille »

.